# Bitaqat khub
Bitaqat khub (Arabisch: بطاقة حب) is een nummer van Samira Bensaïd. Het was tevens het nummer waarmee ze Marokko vertegenwoordigde op het Eurovisiesongfestival 1980 in de Nederlandse stad Den Haag.
Commentator Pim Jacobs merkte op dat de tekst van Bitaqat hob, in het Arabisch: بطاقة حب , een tekst is met een duidelijke vredesboodschap en het in dat licht bezien jammer vond dat Israël niet mee kon (vanwege een nationale rouwdag) doen in het kader van verbroedering.
Op 19 april 1980 werd ze uiteindelijk achttiende en voorlaatste, met zeven punten. Na dit debuut trok Marokko zich onmiddellijk terug uit het Eurovisiesongfestival, om nooit meer weer te keren. Hierdoor is Bitaqat khub het enige Marokkaanse nummer ooit op het Eurovisiesongfestival.

## Resultaat
| Plaats | Land    | Artiest          | Lied         | Punten |
| ------ | ------- | ---------------- | ------------ | ------ |
| 17     | België  | Telex            | Euro-vision  | 14     |
| 18     | Marokko | Samira Bensaïd   | Bitaqat khub | 7      |
| 19     | Finland | Vesa-Matti Loiri | Huilumies    | 6      |